# 卡拉·奎维多
卡拉·奎维多（西班牙語：Carla Quevedo，1988年4月23日—） ，是一位阿根廷女演员。其曾出演谜一样的双眼。她也是一位泳装设计师，目前定居於美國纽约和阿根廷的布宜诺斯艾利斯。